# Prednisolon
Prednisolon là tên một loại thuốc steroid được sử dụng để điều trị một số loại dị ứng, tình trạng viêm, rối loạn tự miễn dịch và ung thư. Một số bệnh có thể sử dụng thuốc này bao gồm suy thượng thận, calci huyết cao, viêm khớp dạng thấp, viêm da, viêm mắt, hen suyễn và bệnh đa xơ cứng. Prednisolon được sử dụng qua đường miệng, tiêm vào tĩnh mạch, hoặc có dạng kem để bôi lên da cũng như dạng thuốc nhỏ mắt.
Tác dụng phụ với việc sử dụng ngắn hạn bao gồm buồn nôn, khó tập trung, mất ngủ và cảm thấy mệt mỏi. Tác dụng phụ nghiêm trọng hơn bao gồm các vấn đề về tâm thần, có thể xảy ra ở khoảng 5% số người. Tác dụng phụ thường gặp khi sử dụng lâu dài bao gồm mất xương, suy nhược, nhiễm nấm men và dễ bầm tím. Mặc dù việc sử dụng ngắn hạn trong giai đoạn sau của thai kỳ là an toàn, sử dụng lâu dài hoặc sử dụng trong giai đoạn sớm của thai kỳ đôi khi có liên quan đến việc gây hại đối với em bé. Đây là một glucocorticoid được tạo từ hydrocortison (cortisol).
Prednisolon đã được phát hiện và được chấp thuận cho sử dụng y tế vào năm 1955. Nó nằm trong danh sách các thuốc thiết yếu của Tổ chức Y tế Thế giới, tức là nhóm các loại thuốc hiệu quả và an toàn nhất cần thiết trong một hệ thống y tế. Chúng có sẵn dưới dạng thuốc gốc. Chi phí bán buôn ở các nước đang phát triển là khoảng 0,01 USD/viên 5 mg.